# One Life Stand
Albums de Hot Chip
Made in the Dark
(2008)

One Life Stand est le quatrième album du groupe Hot Chip, sorti en février 2010.

## Titres
1. « Thieves in the Night »
2. « Hand Me Down Your Love »
3. « I Feel Better »
4. « One Life Stand »
5. « Brothers »
6. « Slush »
7. « Alley Cats »
8. « We Have Love »
9. « Keep Quiet »
10. « Take It In »